# Dudás Endre
Dudás Endre, Muhoray Endre (Szeged, 1820. február 29. – Zenta, 1888. június 2.) jegyző, tanító, városi tisztviselő.

## Élete
A középiskolát s tanítóképzőt Szegeden és Pécsett végezte; azután tanító és jegyző volt Torontál megyében (1844–1847.), később Zentán; a szabadságharcban mint hadnagy vett részt a bácskai mozgózászlóaljnál, a szőregi, hegyesi, stb. csatákban. Azután gyakorló ügyvéd, majd rendőrkapitány (1861.) és 1885-től adótiszt volt Zentán.

## Művei
- A tiszáninneni koronai kerület rövid multja, jogviszonya és a korona mint földesurávali dézsmapere. Szeged, 1868.
- Cikkei megjelentek a Magyar Gazdában (1844. II. 6. sz. Puszta-keresztúri takarékmagtár, 1846. Torontáli takarékmagtár), a Pesti Hirlapban (1848.), Magyar Hirlapban (1850.); az 1850-es években a szerb vajdaság ellen intézett politikai cikkeivel tűnt ki.